# Menuet (Maupassant)
Pour les articles homonymes, voir Menuet (homonymie).
Menuet est une nouvelle de Guy de Maupassant, parue en 1882.

## Publications
Menuet est initialement publiée dans la revue Le Gaulois du 20 novembre 1882, puis dans le recueil Contes de la bécasse. La nouvelle est dédiée à Paul Bourget qui est surtout connu à cette époque comme écrivain et essayiste français.

## Personnages
- Jean Bridelle
- Le vieillard (époux de La Castris)
- Élise dite « La Castris » (personnage secondaire)

## Résumé
Jean Bridelle, cinquante ans, vieux garçon, revient sur un petit évènement dont il a été témoin.
Jeune homme, il étudiait le droit et allait chaque matin se promener dans la pépinière du jardin du Luxembourg ; au calme, il lisait un peu et écoutait les bruits de Paris. Dans le jardin, il se pique de curiosité pour un vieillard qui, se croyant seul, danse dans les allées du jardin. Ils deviennent amis et l’homme lui raconte sa vie : il était maître de danse à l'Opéra de Paris sous Louis XV ; il est marié avec la Castris, une danseuse qui avait été aimée du roi et de ce siècle galant.
Jean Bridelle  rencontre le couple un après-midi dans le jardin à six heures. L’homme parle de danse et Jean lui demande une description du menuet. Le couple âgé lui fait une démonstration ; ils ressemblent à « deux vieilles poupées qu’aurait fait danser une mécanique ancienne ». À la fin de la danse, ils éclatent en sanglots en s’embrassant, et lui font part de l’importance du jardin pour eux.
Trois jours plus tard, Bridelle part pour la province. Quand il revient à Paris, deux ans plus tard, la pépinière a été détruite. Jean ne les reverra plus. Ont-ils survécu après la destruction de la pépinière ? Leur souvenir le hante.

## Éditions
- Première édition en volume dans Contes de la Bécasse, Édouard Rouveyre et G. Blond éditeurs, Paris, 1883 (BNF 41666008)
- Menuet, Maupassant, contes et nouvelles, texte établi et annoté par Louis Forestier, Bibliothèque de la Pléiade, éditions Gallimard, 1974  (ISBN 9782070108053).

## Extraits
- "Le menuet, monsieur, c'est la reine des danses et la danse des reines, entendez vous ? Depuis qu'il n'y a plus de roi, il n'y a plus de menuet."

- "J'avais envie de rire et besoin de pleurer".